# Anssi Salmela
Anssi Salmela (* 13. August 1984 in Nokia) ist ein ehemaliger finnischer Eishockeyspieler, der im Verlauf seiner aktiven Karriere über 280 Spiele in der finnischen (SM-)Liiga auf der Position des Verteidigers bestritten hat. Darüber hinaus absolvierte Salmela weitere 112 Partien für die New Jersey Devils und Atlanta Thrashers in der National Hockey League (NHL).

## Karriere
Anssi Salmela begann seine Karriere als Eishockeyspieler in seiner finnischen Heimat bei Tappara Tampere, für das er von 2003 bis 2005 in der SM-liiga spielte. Zu Beginn der Saison 2005/06 wurde der Verteidiger an deren Ligarivalen Pelicans Lahti abgegeben, für den er die folgenden beiden Spielzeiten aktiv war, ehe er in der Saison 2007/08 erneut für Tampere spielte, mit denen er in diesem Jahr die Bronzemedaille in der SM-liiga gewann. 

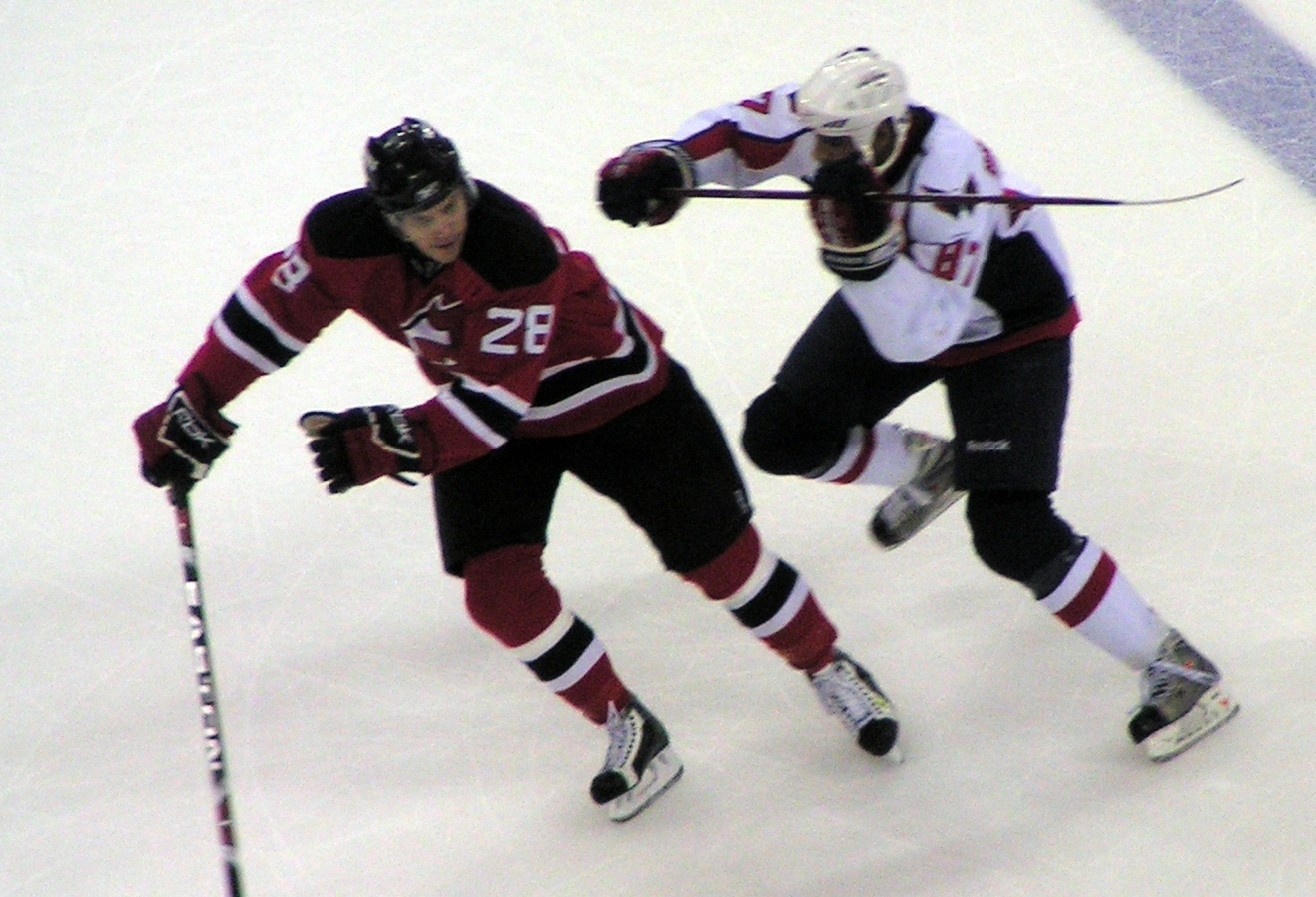
Salmela (links) im Trikot der New Jersey Devils (2008)

Vor der Saison 2008/09 erhielt Salmela einen Einjahresvertrag bei den New Jersey Devils aus der National Hockey League, für deren Team und deren Farmteam aus der American Hockey League (AHL), die Lowell Devils. Sein Debüt in der NHL für New Jersey gab der Verteidiger im Oktober 2008 beim 2:1-Sieg gegen die New York Islanders. Im März 2009 wurde Salmela im Tausch für den Schweden Niclas Hävelid zu den Atlanta Thrashers transferiert, für die er am 16. März 2009 in seinem erst zweiten Spiel für Atlanta sein erstes Tor in der NHL erzielte. Am 4. Februar 2010 kehrte Salmela zu den New Jersey Devils zurück, als ihn die Thrashers zusammen mit Ilja Kowaltschuk gegen Johnny Oduya, Niclas Bergfors, Patrice Cormier und einen Draftpick für die erste Runde des NHL Entry Draft 2010 eintauschten.
Im Juli 2011 unterzeichnete Salmela einen Kontrakt für zwei Jahre beim HK Awangard Omsk aus der Kontinentalen Hockey-Liga (KHL). Nach Ablauf dieses Vertrages wechselte er innerhalb der KHL zum ukrainischen Klub HK Donbass Donezk, wurde aber kurz vor Saisonstart im September 2013 fristlos entlassen. Ende desselben Monats erhielt er einen Kurzzeitvertrag bei MODO Hockey aus der Svenska Hockeyligan (SHL), für den er acht Spiele absolvierte, ehe er zum Ligakonkurrenten HV71 wechselte. In der Saison 2014/15 spielte der Finne für Färjestad BK, bevor er sich im Sommer 2015 innerhalb der Liga Brynäs IF anschloss. Von Schweden ging es weiter in die Volksrepublik China, wo Salmela die Saison 2016/17 bei Kunlun Red Star begann und zum Premierenkader der chinesischen Organisation in dessen erster KHL-Spielzeit gehörte. Im November 2016 trennte man sich in beiderseitigem Einvernehmen und der Abwehrspieler stand anschließend beim Linköping HC in der SHL unter Vertrag.
Ab September 2017 spielte Salmela bei Dinamo Riga in der KHL und war dort der beste Verteidiger im Team, ehe er im Juni 2018 vom EHC Biel aus der Schweizer National League verpflichtet wurde. Bie Biel stand er bis zum Ende der Saison 2019/20 unter Vertrag und absolvierte knapp 100 NL-Partien für den Klub. Anschließend entschied er sich, seinen Vertrag in Biel nicht zu verlängern und wechselte zurück in seine finnische Heimat. Dort absolvierte er die Spielzeit 2020/21 bei Ilves Tampere, ehe der 36-Jährige seine aktive Karriere im Sommer 2021 beendete.

### International

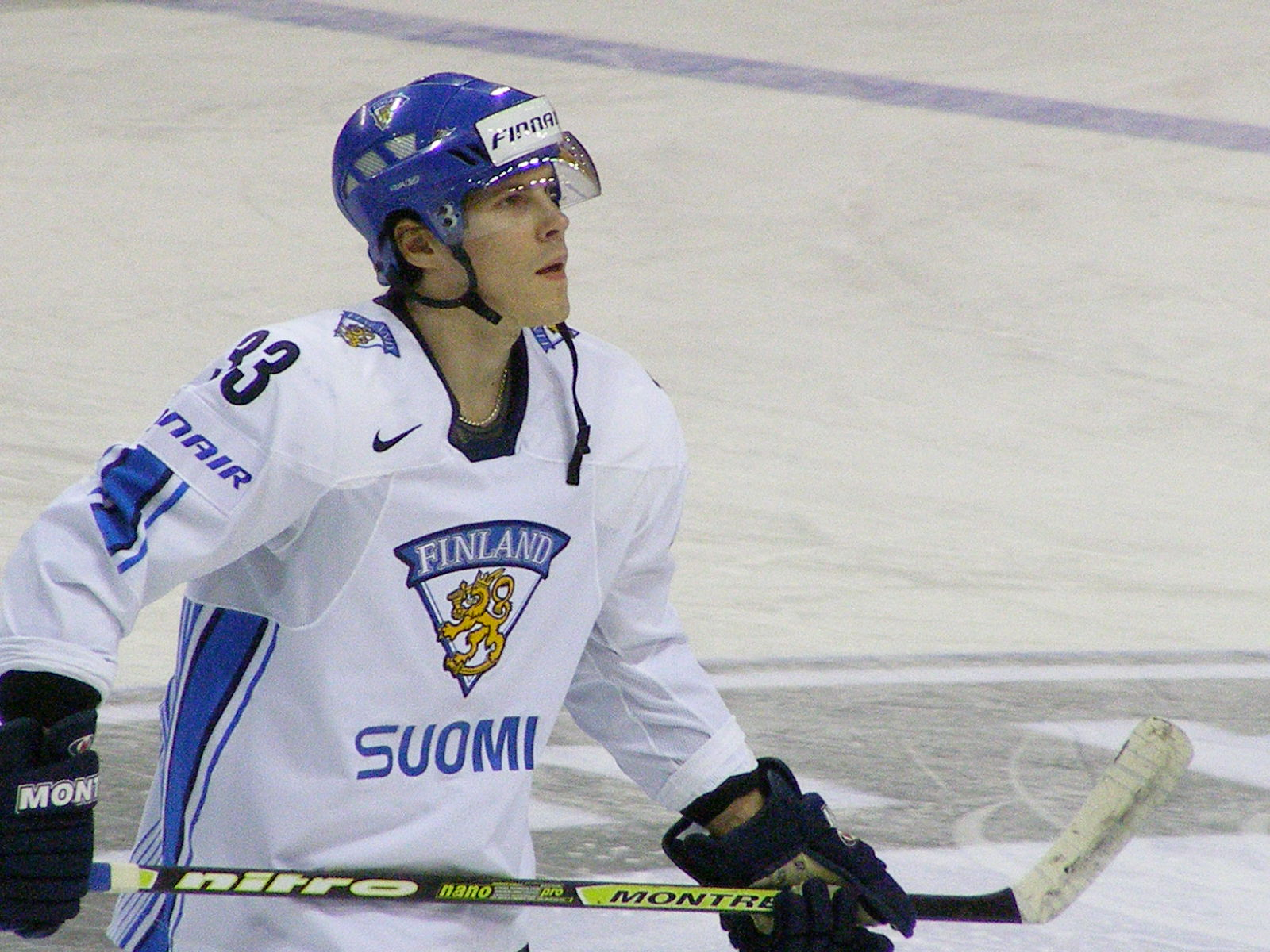
Salmela als Spieler der finnischen Nationalmannschaft (2008)

Für Finnland nahm Salmela an der U20-Junioren-Weltmeisterschaft 2004 sowie den Weltmeisterschaften der Jahre 2008, 2009, 2011, 2012, 2015 und 2016 teil. Bei der Weltmeisterschaft 2011 feierte der Verteidiger mit dem finnischen Team den Gewinn der Goldmedaille. Zudem wurde Salmela im Jahr 2016 Vizeweltmeister und gewann Bronzemedaillen bei der WM 2008 und der U20-WM 2004.

## Erfolge und Auszeichnungen
- 2004 Finnischer U20-Meister mit Tappara Tampere
- 2008 Juha-Rantasila-Trophäe

### International
- 2004 Bronzemedaille bei der U20-Junioren-Weltmeisterschaft
- 2008 Bronzemedaille bei der Weltmeisterschaft
- 2011 Goldmedaille bei der Weltmeisterschaft
- 2016 Silbermedaille bei der Weltmeisterschaft

## Karrierestatistik

### International
Vertrat Finnland bei:
| - U20-Junioren-Weltmeisterschaft 2004 - Weltmeisterschaft 2008 - Weltmeisterschaft 2009 - Weltmeisterschaft 2011 | - Weltmeisterschaft 2012 - Weltmeisterschaft 2015 - Weltmeisterschaft 2016 |

(Legende zur Spielerstatistik: Sp oder GP = absolvierte Spiele; T oder G = erzielte Tore; V oder A = erzielte Assists; Pkt oder Pts = erzielte Scorerpunkte; SM oder PIM = erhaltene Strafminuten; +/− = Plus/Minus-Bilanz; PP = erzielte Überzahltore; SH = erzielte Unterzahltore; GW = erzielte Siegtore; 1 Play-downs/Relegation; Kursiv: Statistik nicht vollständig)